# Martim Pires de Alvarenga
Martim Pires de Alvarenga (1270 -?) foi um nobre do Reino de Portugal na Idade Média onde foi Senhor de Alvarenga.

## Relações familiares
Foi filho de Pero Pais de Alvarenga (1230 -?) e de Guiomar Afonso Gato (c. 1230 -?) filha de Afonso Pires Gato (1210 -?) e de Urraca Fernandes de Lumiares (1200 -?). Casou com Inês Pais de Valadares (1300 -?) filha de Paio Rodrigues de Valadares e de Aldonça Rodrigues de Telha, de quem teve:
1. Pero Pais de Alvarenga (1330 -?) casou com Joana Rodrigues de Nomães,
2. Afonso Martins,
3. Nuno Martins,
4. Inês Martins, foi freira,
5. Inês Martins de Alvarenga (1340 -?) casou por duas vezes, a primeira com Egas Gonçalves Barroso e a segunda com Martim Mendes de Vasconcelos, comendador de Longroiva e filho de Mem Rodrigues de Vasconcelos (1275 -?), Senhor da  Domus Fortis denominada Torre de Vasconcelos e de Constança Afonso de Brito (1280 -?),
6. Aldonça Martins (1320 -?) casou com Gil Afonso Soares Tangil,
7. Martim Pires Curvo casou com Cecília Pereira.